# Ronny Lobo
Ronny Lobo (Curaçao, 1954) is een Curaçaos architect en schrijver. Hij ontving in 1992 voor zijn architectuuroeuvre de Cola Debrotprijs, de belangrijkste culturele onderscheiding op Curaçao. Hij staat erom bekend zijn nieuwbouwwerken zodanig in te passen in de omgeving dat er een eenheid ontstaat tussen de nieuwbouw en de oude gebouwen eromheen.

## Levensloop
Na het behalen van zijn vwo-diploma aan het Radulphus College op Curaçao ging Lobo in 1972 naar de Technische Universiteit van Delft. Daar kreeg hij onder andere les van Carel Weeber, Aldo van Eyck en Herman Hertzberger. Hij studeerde in 1978 af als architect en keerde daarna terug naar Curaçao. Na drie jaar aldaar bij het Ministerie van Openbare Werken en drie jaar in het architectenbureau van Tom Janga gewerkt te hebben startte hij in 1985 zijn eigen architectenbureau. In 1988 vormde hij Atelier Lobo & Raymann, een partnerschap met Kenneth Raymann, een voormalig studiegenoot van Lobo.
In 1991 won hij een ontwerpwedstrijd met sociale woningbouw in het historische gebied van Willemstad. Het betrof de invulling van open gaten in het stegengebied van Otrobanda. Dit plan kreeg in 2002 een vermelding tijdens de Architectuur Biënnale van de Federatie van Caribische Verenigingen van Architecten (FCAA) in Martinique.

## Architectuur
Tijdens de prijsuitreiking van de Cola Debrotprijs (1992) maakte Lobo zich hard voor het behoud en plaatsing op het monumentenlijst van het Grahahamgebouw en Cinelandia, een gebouw in Art-Decostijl, beide in Pietermaai, alsook het voormalige filmtheater West-End in Otrabande, die met sloop bedreigd werden.

### Projecten Atelier Lobo & Raymann
- 1978-1982 Buurtcentrum Seru Fortuna, op basis van het stedenbouwkundige plan van architectenbureau Plan'D2[8]
- 1978-1982 Basis- en kleuterscholen op Tera Cora en Montaña Abou
- 1983 Woonhuis van Ronny Lobo in de wijk Jongbloed (Willemstad)
- Ressort Kadushi Cliff op Westpunt
- Renovatie Fortbogen, school voor slechthorenden
- 1997(?): Leeszaal/bibliotheek[9]
- 1998 Telbo-gebouw, Bonaire[10]
- 2002 Woningbouw voor Fundashon Kas Popular, Otrobanda
- 2009 uitbreiding St. Jozef VSBO School, Otrabanda
- 2012 Hakrinbank, nieuw afdelingskantoor J. Lachmonstraat, Paramaribo (Suriname)
- 2012 - 2018 Restauratie kantoorgebouw Witteweg, Willemstad
- 2013 Hakrinbank, restauratie en uitbreiding afdelingskantoor Saramaccastraat, Paramaribo
- 2016 Humanistische school voor vsbo en havo / Skol Avansá Integrá Humanista (SKAIH)[11]
- 2018 Ontmoetingsruimte ‘Rumhuis’, Paramaribo (Suriname)
- 2021 Kantoor voor Elgawa NV, Paramaribo (Suriname)
- 2021 Hoofdkantoor Regionale Gezondheidszorg, Paramaribo (Suriname)
- 2021 Twee afdelingkantoren van De Surinaamsche Bank in Paramaribo (Suriname)
- 2021 Uitbreiding vreemdelingenbewaring SDKK[12]
- 2022 Restauratie Frederikstraat 108-112, Willemstad.[13]

### Publicatie
- (mul) "Modernist Architecture in the Dutch Caribbean", pp. 78-87 in Caribbean Modernist Architecture: UTech Jamaica, MoMA.. The Museum of Modern Art (2010). ISBN 978-0-87070-775-9.[14]

### Nevenfuncties
- Parttime docent bouwkunde aan de Universiteit van de Nederlandse Antillen (1980-1983).[15]
- Lezingen op Curaçao, Cuba, Puerto Rico, Martinique, Barbados, Jamaica, Colombia, Brazilië, Libanon en de Dominicaanse Republiek
- Jurylid voor architectuurwedstrijden in Trinidad, Puerto Rico, de Bahama's en Martinique.
- Voormalig president van de Federatie van Caribische Verenigingen van Architecten (FCAA)
- Voormalig president van de SAIA, de lokale architectenvereniging.
- Voormalig raadslid van de UIA, de Internationale Unie van Architecten.
- CEO Stadsherstel Willemstad.
- Lid van Team Cactus, dat staat voor promotie van verantwoorde architectuur op Curaçao. Ook Willy Juliana is hiervan lid.[16]

## Romans
Lobo heeft drie romans en een kinderboek geschreven die zich afspelen op Curaçao en Bonaire. In Bouwen op drijfzand is de hoofdpersoon een architect die verwikkeld raakt in een liefdesrelatie met een opdrachtgeefster. Op de achtergrond spelen de relatie tussen mens en bouwwerk een belangrijke rol. Lobo put zonder twijfel uit zijn eigen ervaringen als hij schrijft over het belang van de natuurlijke omgeving. Over de beschikbare middelen en de invloed van de overheid. En over menselijke voorkeuren en de keuzes die zij maken. In de twee vervolgromans nemen sociale, raciale en politieke dilemma's zoals die zich voordoen op de eilanden een belangrijke plek in.
- 2005 E Biahe di Tobias (kinderboek in het Papiamentu). Stichting Rotary Foundation, Curaçao. ISBN 9789990406085
- 2013 Bouwen op drijfzand. Uitgeverij In de Knipscheer, Haarlem. ISBN 978-90-6265-830-5
- 2015 Tirami sù. Uitgeverij In de Knipscheer, Haarlem. ISBN 978-90-6265-901-2
- 2020 De bouwval. Uitgeverij In de Knipscheer, Haarlem. ISBN 978-90-6265-793-3